# Yaşar Əliyev
Yashar Aliyev, né le 31 août 1989, est un lutteur azerbaïdjanais.

## Palmarès

### Championnats d'Europe
- Médaille de bronze en catégorie des moins de 55 kg en 2013, à Tbilissi